# Tołtry
Tołtry, Miodobory – silnie rozczłonkowane pasmo wapiennych wzgórz, przecinających Wyżynę Podolską z północnego zachodu na południowy wschód.
Rozciągają się na długości ponad 200 km, szerokość wynosi około 5 km. Wysokość bezwzględna 350–400 m (kulminacja 430 m n.p.m.), względna 50-100 m. Przebiegają od Podkamienia przez Zbaraż, Skałat, Kamieniec Podolski do Stefanowiec nad Prutem.
Są pozostałością rafy barierowej Morza Sarmackiego (projektowano powstanie geoparku "Kopalna Rafa Barierowa"). 
Ich południowo-zachodnie stoki są strome, północno-wschodnie – łagodne. Występują w nich zjawiska krasowe. Ich grzbiety i zbocza pokrywają lasy, złożone z dębów, grabów, leszczyn, dzikich grusz, czereśni.
Na obszarze Tołtrów znajduje się Park narodowy Podolskie Tołtry Націона́льний приро́дний парк «Поді́льські То́втри». 